# Csendes-óceáni késorrú hal
A csendes-óceáni késorrú hal (Rhinochimaera pacifica) a tömörfejűek rendjébe, és a Rhinochimaera nembe tartozó faj.

## Megjelenése
Ennek a halnak meghökkkentően hosszú orra alkalmas arra, hogy érzékelje vele a közelben úszó kis halak mozgását a tenger mélyén. Három pár jókora őrlőfoggal morzsolja szét a zsákmányát. Hátúszójának egyik sugara mérgező tüskévé alakult, ezért nagyon kevés állat támadja meg.

## Testméretek
Mérete 130 cm hosszúságig terjed.

## Rokonság acápákkal
Sok cápának a fogai újra pótlódnak, ha elveszítik őket a késorrú halnak nincsenek ilyen fogai.

## Előfordulása
Élőhelye a Csendes-óceán mélyebb részei.

## Életmód
Táplálékai apró halak.